# グリーンボンド
グリーンボンド（英語：green bond）とは、企業や地方自治体等が、国内外の地球温暖化をはじめとする環境問題の解決を目指す事業（グリーンプロジェクト）に要する資金を調達するために、発行する債権のこと。サステナブルファイナンスの一種である。
調達資金は追跡管理され、それらについて発行後のレポーティングを通じ、透明性が確保される。

## 種類
Standard Green Use of Proceeds Bond
グリーンプロジェクトに要する資金を調達するために発行する債券。特定の財源によらず、発行体全体のキャッシュフローを原資として償還を行う。
Green Revenue Bond
グリーンプロジェクトに要する資金を調達するために発行する債券。調達資金の充当対象となる公的なグリーンプロジェクトのキャッシュフローや、当該充当対象に係る公共施設の利用料、特別税等を原資として償還を行う。
Green Project Bond
グリーンプロジェクトに要する資金を調達するために発行する債券。調達資金の充当対象となる単一又は複数のグリーンプロジェクトのキャッシュフローを原資として償還を行う。
Green Securitized Bond
グリーンプロジェクトに係る通常複数の資産（融資債権、リース債権、信託受益権等を含む）を担保とし、これらの資産から生まれるキャッシュフローを原資として償還を行う債券。

## メリット
グリーンボンドを通じて、企業等の組織内のサステナビリティに関する戦略、リスクマネジメント、ガバナンスの体制整備、企業価値の向上につながる。また、グリーンプロジェクトの推進に積極的であることをアピールでき、それによる社会的な支持を獲得しやすい。支持を得ることで、環境問題の解決に取り組む投資対象を高く評価する、新たな投資家と関係を築くことができ、資金調達基盤の強化につながる。環境面では、持続可能な社会の実現に貢献できる。

## 日本でのグリーンボンドの継続的な発行
日本において、継続的なグリーンボンドの発行が必要になるのは、当該事業の実施に必要な資金需要が大きい場合である。しかし、日本のグリーンボンド市場はまだ拡大途上である。そのため、グリーンボンドを継続的に発行できる可能性のある機関は限られており、事業規模が大きく資金調達も円滑に行える機関に集中することが考えられる。また、このような機関にとって、外部レビュー等にかかる追加コストや手間に対する抵抗感は大きくないことも考えられる。従って、日本においてグリーンボンドの継続的発行を促進するためには、上記のような機関を対象としたアプローチが有効である。